# Lampona
Lampona är ett släkte av spindlar. Lampona ingår i familjen Lamponidae.

## Dottertaxa tillLampona, i alfabetisk ordning[1]
- Lampona airlie
- Lampona allyn
- Lampona ampeinna
- Lampona barrow
- Lampona braemar
- Lampona brevipes
- Lampona bunya
- Lampona carlisle
- Lampona chalmers
- Lampona chinghee
- Lampona cohuna
- Lampona cudgen
- Lampona cumberland
- Lampona cylindrata
- Lampona danggali
- Lampona davies
- Lampona dwellingup
- Lampona eba
- Lampona ewens
- Lampona fife
- Lampona finke
- Lampona finnigan
- Lampona flavipes
- Lampona foliifera
- Lampona garnet
- Lampona gilles
- Lampona gosford
- Lampona hickmani
- Lampona hirsti
- Lampona kapalga
- Lampona kirrama
- Lampona lamington
- Lampona lomond
- Lampona macilenta
- Lampona mildura
- Lampona molloy
- Lampona monteithi
- Lampona moorilyanna
- Lampona murina
- Lampona olga
- Lampona ooldea
- Lampona papua
- Lampona punctigera
- Lampona pusilla
- Lampona quinqueplagiata
- Lampona ruida
- Lampona russell
- Lampona spec
- Lampona superbus
- Lampona talbingo
- Lampona taroom
- Lampona terrors
- Lampona torbay
- Lampona tulley
- Lampona walsh
- Lampona whaleback
- Lampona yanchep